# David Quinn
David Quinn (Cranston, Rhode Island, 1966. július 30. –) amerikai profi jégkorongozó és edző.

## Pályafutása
Komolyabb karrierjét a Bostoni Egyetemen kezdte 1984–1985-ben. Az egyetemi csapatban 1987-ig játszott. Az 1984-es NHL-drafton a Minnesota North Stars választotta ki az első kör 13. helyén. Súlyos betegség miatt csak 1991–1992-ben kezdte meg a felnőtt pályafutását az AHL-es Binghamton Rangersben. A következő szezont az IHL-es Cleveland Lumberjacksben töltötte majd visszavonult.

## Statisztika
| 1984–1985         | Boston Egyetem        | NCAA              | 30 | 3 | 11 | 14 | 26  | — | — | — | — | — |
| 1985–1986         | Boston Egyetem        | NCAA              | 37 | 2 | 20 | 22 | 58  | — | — | — | — | — |
| 1986–1987         | Boston Egyetem        | NCAA              | 27 | 1 | 11 | 12 | 34  | — | — | — | — | — |
| 1991–1992         | Binghamton Rangers    | AHL               | 19 | 0 | 0  | 0  | 6   | 2 | 0 | 0 | 0 | 0 |
| 1992–1993         | Cleveland Lumberjacks | IHL               | 60 | 8 | 13 | 21 | 102 | 3 | 0 | 0 | 0 | 0 |
| NCAA Összesített  | NCAA Összesített      | NCAA Összesített  | 94 | 6 | 42 | 48 | 118 | — | — | — | — | — |
| Profi Összesített | Profi Összesített     | Profi Összesített | 79 | 8 | 13 | 21 | 108 | 5 | 0 | 0 | 0 | 0 |

## Edzői pályafutás
1995–1996-ban másodedző lett a Northeastern University-n egy évre. 1999–2000-ben kinevezték a University of Nebraska-Omaha másodedzőjének, amit 2002-ig be is töltött. 2004–2009 között a Boston Egyetem társedzője volt. 2009-ben az AHL-es Lake Erie Monsters edzője lett. Egyszer jutottak be a rájátszásba.